# Rockville (Utah)
Rockville – miasto w Stanach Zjednoczonych, w stanie Utah, w hrabstwie Washington.